# Hugo Retemeyer
Hugo Retemeyer (* 24. April 1851 in Mascherode; † 17. März 1931 in Braunschweig) war von 1904 bis 1925 Oberbürgermeister der Stadt Braunschweig.

## Leben und Werk

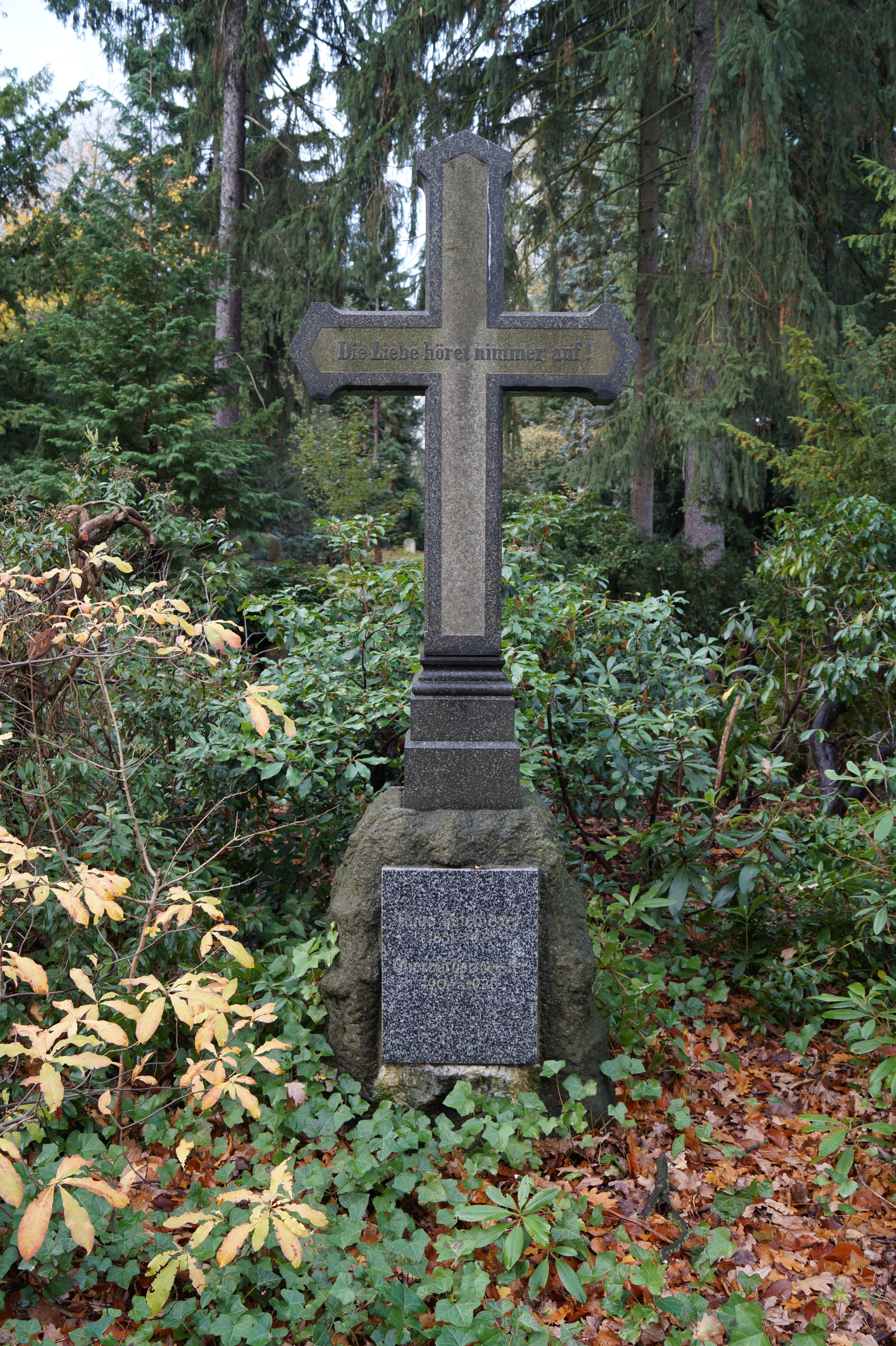
Grabstätte Hugo Retemeyers auf dem Hauptfriedhof Braunschweig

Er war Sohn eines Gutsbesitzers. Nach der Schulzeit in Braunschweig studierte er Rechtswissenschaft an den Universitäten Göttingen und Leipzig. Nach der ersten (1874) und zweiten (1878) juristischen Staatsprüfung wurde Retemeyer Hilfsarbeiter beim Stadtmagistrat in Braunschweig. Im Jahre 1880 erfolgte die Wahl zum besoldeten Magistratsmitglied und Stadtrat. Er wirkte als Baudezernent an der Kanalisierung und an der Erweiterung der Außenstadtstraßen mit und wurde im Jahr 1894 zum Bürgermeister ernannt. Am 28. Januar 1904 wurde er Nachfolger von Wilhelm Pockels als Oberbürgermeister der Stadt Braunschweig. Die Amtseinführung erfolgte am 10. Februar 1904. Wenige Tage vor seinem am 31. März 1925 erfolgten Rücktritt wurde er zum Ehrenbürger der Stadt Braunschweig ernannt.
Von 1887 bis 1890 war er Reichstagsabgeordneter und vertrat den Reichstagswahlkreis Herzogtum Braunschweig 1 (Braunschweig – Blankenburg). Von Februar 1904 bis 1919 war er für den 2. Wahlkreis der Stadt Braunschweig Mitglied des Braunschweigischen Landtages, dessen Präsident er zeitweise von 1917 bis 1919 war.

### Erster Weltkrieg und Inflation
Retemeyer betrieb durchweg eine sparsame Finanzpolitik. Das bis zum Jahre 1914 erworbene städtische Vermögen ging jedoch während der darauffolgenden Inflation verloren. Infolge des Ersten Weltkrieges sank die Einwohnerzahl von 147.000 im Jahre 1914 auf 128.000 zu Kriegsende 1918.
Während seiner Amtszeit wurde 1910 das neue Stadtarchiv und die Stadtbibliothek eröffnet. Es wurden mehrere Schulen und Kirchenbauten neu errichtet.
Nach ihm ist die Retemeyerstraße in der Braunschweiger Südstadt benannt.